# Cinema negre

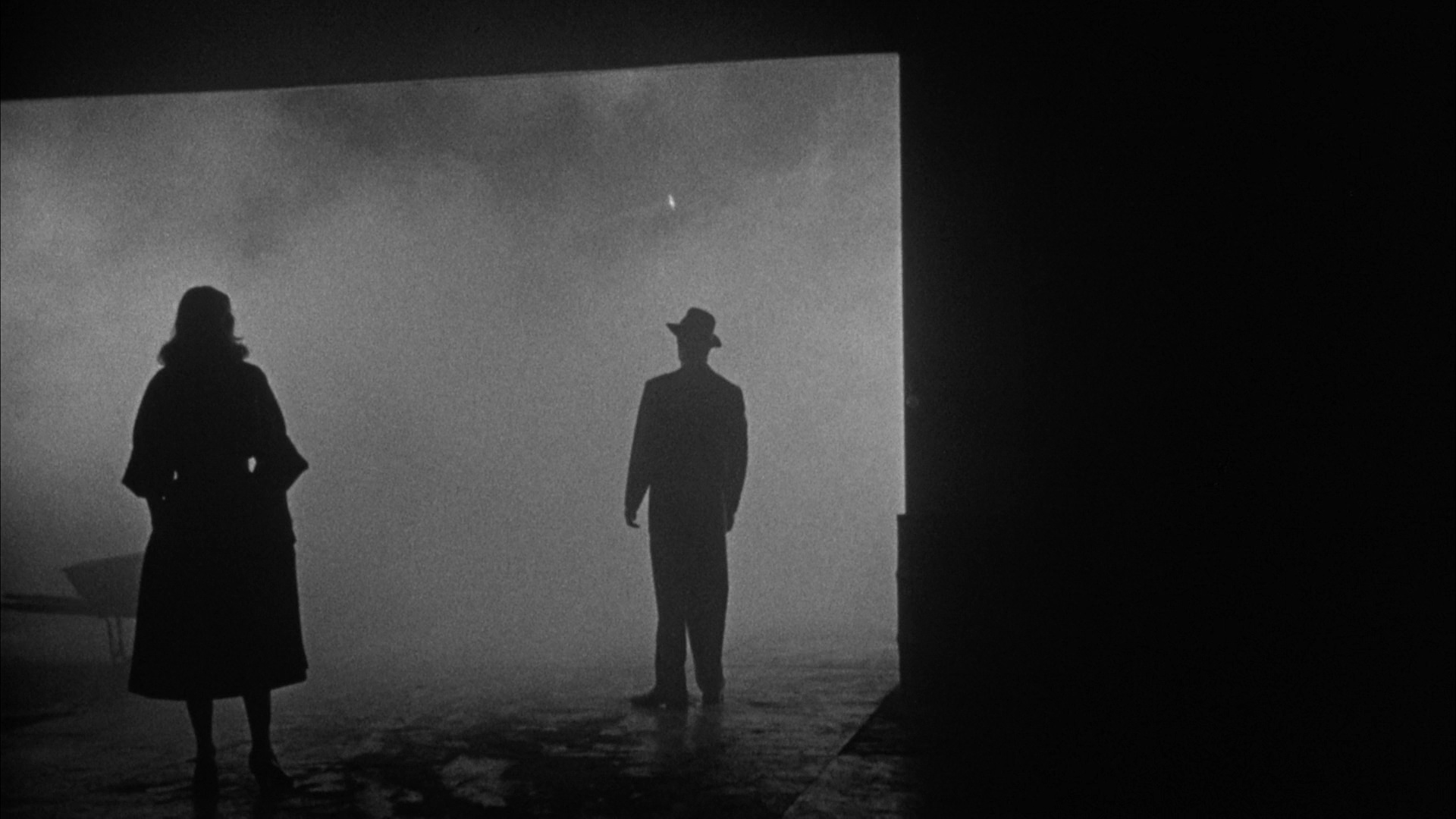
Dues figures perfilades en The Big Combo (1955). La pel·lícula va ser dirigida per John Alton, creador de moltes de les imatges icòniques del cinema negre

El cinema negre o film noir és un gènere cinematogràfic que es va desenvolupar als Estats Units durant els anys 1940 i 1950, que es caracteritza per ser una crítica social, un pessimisme i estar ple d'ombres. D'El falcó maltès es diu sovint que és una de les primera pel·lícules d'aquest tipus, encara que ja Fury, el primer film nord-americà de Fritz Lang estrenada el 1936, i que evoca el linxament als Estats Units, podria considerar-se ja dins del gènere.
El terme film noir va ser encunyat per primera vegada per l'italià Nino Frank i és utilitzat per la crítica cinematogràfica per a descriure un gènere de definició bastant imprecisa, que només es diferencia de manera parcial amb altres gèneres com el cinema policíac o el cinema social. Habitualment, els films de cinema negre giren a l'entorn de fets delictius i criminals, amb un fort contingut expressiu i una característica estilització visual.
El vocabulari cinematogràfic s'apropa a l'expressionisme. Per a descriure l'escena, es fa servir un llenguatge el·líptic i metafòric caracteritzat per una il·luminació tenebrosa en clarobscur, escenes nocturnes amb humitat en l'ambient; es juga amb les ombres per exaltar la psicologia dels personatges. Alguns d'aquests efectes eren especialment impactants en blanc i negre. Alhora, la personalitat dels personatges i les seves motivacions són difícils d'establir. Un cas paradigmàtic són els detectius privats, freqüents protagonistes del gènere, tals com Sam Spade o Philip Marlowe. Les fronteres entre bons i dolents es difuminaven i l'heroi sol ser un antiheroi tenallat per un passat fosc.
El cinema negre presenta una societat violenta, cínica i corrupta, que amenaça no solament l'heroi o protagonista de les pel·lícules sinó també altres personatges, dins d'un ambient de pessimisme fatalista. Els finals solen ser agredolços, quan no presenten directament el fracàs del protagonista. Un altre punt característic n'és la presència de la dona fatal que, aparentment inofensiva, pot conduir les seves víctimes al perill o a la mort. Les novel·les de Dashiell Hammett i Raymond Chandler, amb els detectius Spade i Marlowe, són freqüents fonts dels guions del gènere.

## Orígens
La primera persona que va emprar el terme film noir (com es coneix el cinema negre als països anglosaxons) va ser el crític de cinema Nino Frank, que va començar a utilitzar-lo en els seus articles sobre pel·lícules del Hollywood dels anys 40. Aquestes pel·lícules estaven marcades per la llei seca, la gran depressió i la Segona Guerra Mundial, i només van entrar al mercat europeu quan va acabar la guerra.

### La influència europea
Els orígens del cinema negre no es troben només en el cinema, sinó que es poden seguir en altres mitjans artístics; la il·luminació característica d'aquest gènere, per exemple, està fortament relacionada amb la tradició tècnica del clarobscur i el tenebrisme, i la seva estètica, d'altra banda, està clarament vinculada a l'expressionisme alemany de principis del segle xx, que comprenia des del cinema, el teatre, la fotografia i la pintura fins a l'escultura i l'arquitectura.
La indústria de Hollywood floria, i amb l'emergència del règim nazi molts directors alemanys i europeus que formaven part del moviment expressionista es van exiliar als Estats Units, com Fritz Lang, Robert Siodmak o Michael Curtiz. Aquests directors van portar a Hollywood les noves tècniques d'il·luminació que pretenien il·lustrar un estat psicològic i una nova manera d'acostament a la posada en escena. Hi van realitzar alguns dels primers clàssics del cinema negre. Així, per exemple, l'obra mestra de Lang M, un assassí entre nosaltres, és una de les primeres pel·lícules del cinema sonor a adoptar l'estètica i els arguments del cinema negre, com la presentació d'un protagonista amb trets criminals.
Cap al 1931 el prolífic Michael Curtiz ja duia cinc anys a Hollywood, i havia arribat a rodar fins a sis pel·lícules per any. Algunes d'aquestes com 20.000 anys a Sing Sing (1932) o Private Detective 62 (1933), podrien classificar-se també com a noir. Els directors relacionats amb el moviment expressionista que van treballar per a la Universal Studios van tenir gran llibertat a l'hora de realitzar pel·lícules de terror com Dracula (1931), The Mummy (1932) (ambdues pel·lícules inclouen la col·laboració de Karl Freund, la primera com a director de fotografia i la segona com a director) i també The Black Cat (1934), dirigida per l'austríac Edgar G. Ulmer. Tanmateix, la pel·lícula de terror de la Universal que més s'adequa al cinema negre, tant per l'argument com pel to és L'home invisible, dirigida per James Whale i filmada per Carl Laemmle Jr.
També l'austríac Josef von Sternberg va treballar a Hollywood en aquella època, dirigint pel·lícules com L'exprés de Xangai (1932) o El diable és una dona  (1935). Aquestes pel·lícules, amb el un erotisme i estil visual barroc, anticipen alguns dels elements centrals del cinema negre. També l'èxit d'Underworld (1927), d'aquest director, va ser responsable de l'apogeu de les pel·lícula de gàngsters a Hollywood, i pel·lícules com Little Caesar (1931), Public Enemy (1931) i Scarface (1932) van demostrar que el públic cercava arguments criminals i protagonistes de moralitat ambigua.
Altres possibles influències cinematogràfiques del gènere són el realisme poètic francès dels anys 1930, amb la seva actitud romàntica i fatalista i els seus herois condemnats, i també el neorealisme italià dels anys 1940 (per exemple, l'obra de la Warner Bros Sóc un fugitiu (I Am a Fugitive from a Chain Gang, 1932) combina aspectes d'ambdós corrents. Jules Dassin, director de The Naked City (1948), va assenyalar els neorealistes com la seva font d'inspiració en emprar una fotografia in situ i extres no professionals. Tres anys abans, The House on 92nd Street, dirigida per Henry Hathaway, va demostrar la influència paral·lela del noticiari cinematogràfic i algunes de les pel·lícules que avui considerem cinema negre ens mostren en realitat protagonistes ordinaris amb vides ordinàries amb certs tints neorealistes, com és el cas de The Lost Weekend (1945), de Billy Wilder. Entre aquestes pel·lícules que no poden considerar-se com a cinema negre pròpiament dit, potser la més influent en el desenvolupament del gènere és Ciutadà Kane (1941), d'Orson Welles. La complexitat visual, evocativa de Sternberg, la complicació de l'estructura narrativa i ús de la veu en off es repeteix en molts dels clàssics posteriors del cinema negre.

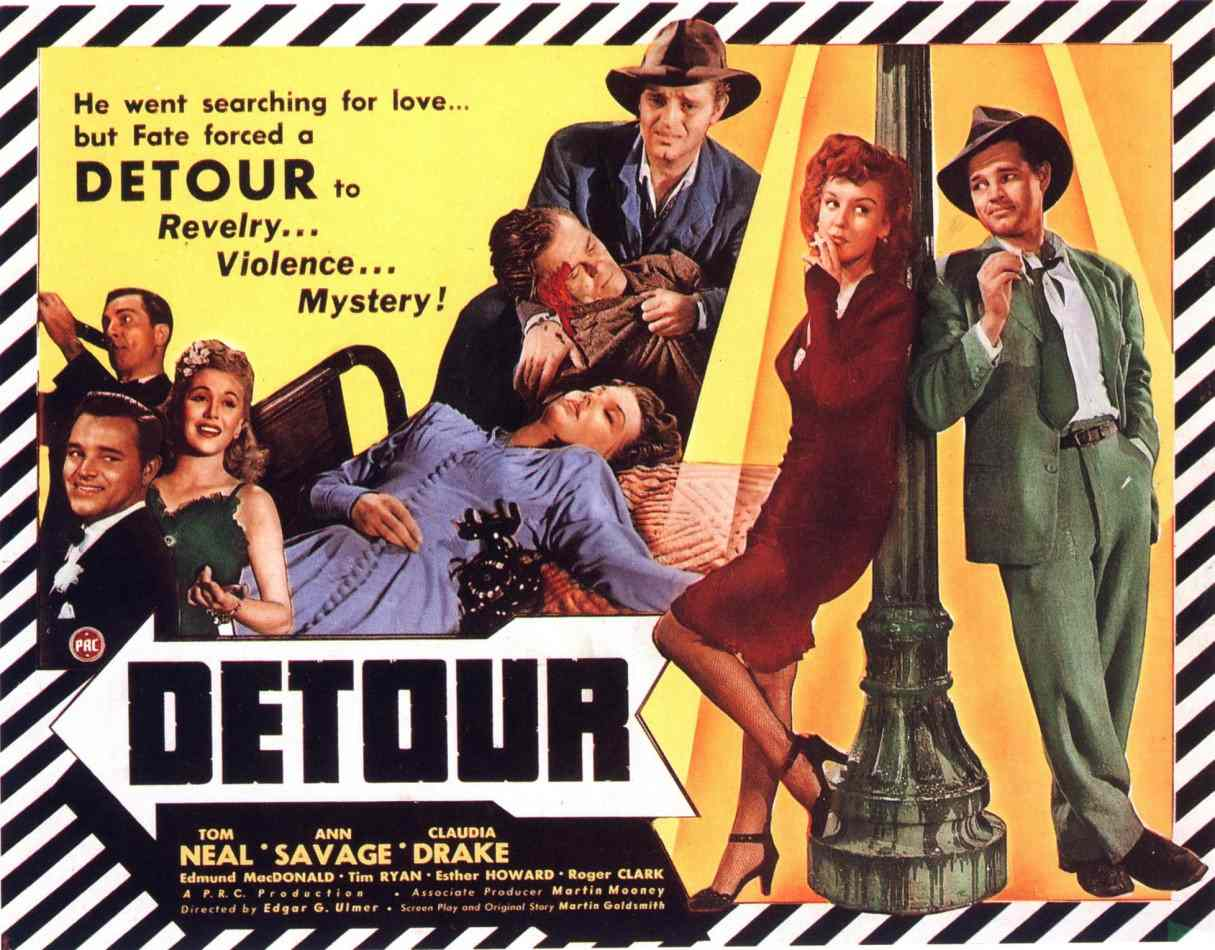
Detour

### La ficció literària
La font primària dels arguments dels clàssics del cinema negre van ser els thrillers americans de la novel·la de detectius i crims, que es van popularitzar en revistes com Black Mask i que es va veure liderada per escriptors com Dashiell Hammett i James M. Cain. Molts dels clàssics del cinema negre com El falcó maltès (1941) i La clau de vidre  (1942) estaven basats en novel·les d'Hammett, i les obres de Cain van servir al seu torn com a base per a Double Indemnity (1944), Mildred Pierce (1945), El carter sempre truca dues vegades (1946), i Slightly Scarlet (1956), adaptada de la novel·la Love's Lovely Counterfeit. També una dècada abans de començar l'època clàssica del cinema negre, una de les històries d'Hammett va veure la llum en el melodrama Els carrers de la ciutat (City Streets, 1931), dirigit per Rouben Mamoulian.
L'escriptor Raymond Chandler, que va debutar com a novel·lista amb El son etern, ràpidament es va convertir en l'autor més popular de novel·la negra, i moltes de les seves obres van ser portades a la pantalla, com Murder, My Sweet  (1944), adaptada de la novel·la Farewell, My Lovely, El son etern (1946), i La dama del llac (1947). Chandler va ser també un dels més importants guionistes del gènere, treballant en els guions de pel·lícules com Perdició, La dàlia blava (1946), i Estranys en un tren (1951). Un altre important autor de novel·la negra que va servir com a font per a moltes pel·lícules del gènere negre va ser William R. Burnett, la primera novel·la del qual, Little Caesar, va ser portada al cinema i esdevingué un èxit per a la Warner Bros el 1931. A l'any següent, Burnett va ser contractat per escriure el guió de Scarface, mentre que una de les seves històries servia com a base per a Beast of the City (1933). Ja durant l'època daurada del cinema negre, set de les seves novel·les van ser portades al cinema, les més conegudes són L'últim refugi (High Sierra, 1941), This Gun for Hire, i La jungla d'asfalt (1950).

## El període clàssic
El període clàssic del cinema negre als Estats Units abasta els anys 40 i 50. Se sol citar El desconegut del tercer pis (1940) com el primer verdader film noir , ja que no existeix consens entre els crítics sobre si Els carrers de la ciutat i altres melodrames previs a la Segona Guerra Mundial, com Furia i Només es viu una vegada  (dirigides ambdues per Fritz Lang) poden classificar-se també com a cinema negre o més aviat com a protonoir.
Touch of Evil, d'Orson Welles, sol, per la seva banda, ser esmentada com l'última de les pel·lícules del període clàssic. Tanmateix, existeix discrepància en aquest aspecte, ja que mentre que alguns crítics sostenen que el cinema negre és un corrent ancorat en un moment i un lloc determinat de la història i de la producció cinematogràfica (el Hollywood dels anys 40-50), d'altres creuen que el cinema negre no ha parat, sinó que ha anat adaptant el seu estil visual i narratiu per confluir amb els nous temps i les noves tècniques cinematogràfiques. La majoria dels crítics, tanmateix, sostenen que les pel·lícules realitzades fora dels límits temporals del cinema negre clàssic no poden classificar-se genuïnament com a noir sinó com a clares al·lusions a aquest gènere.
La majoria de les pel·lícules noirs del període clàssic eren de pressupostos modestos, sense estrelles importants (cinema B literalment o en esperit), en què els escriptors, directors, fotògrafs, i altres professionals artesans es trobaven relativament lliures de les coaccions de les típiques grans pel·lícules. Mentre va durar l'aplicació del codi de Producció, quedava assegurat que cap personatge no podia sortir-se'n d'un assassinat, i en les pel·lícules negres de nivell B, podia haver uns finals fatals. Temàticament, el cinema negre era excepcional per la freqüència relativa amb què sortien dones de virtut qüestionable, molt rar en pel·lícules de Hollywood després de la segona part de la dècada del 1930 i al final del precodi. El paradigma de pel·lícula d'aquest estil va ser Double Indemnity, dirigida per Billy Wilder; amb Barbara Stanwyck com a inoblidable dona fatal,
Phyllis Dietrichson -un aparent senyal a Marlene Dietrich, que havia construït la seva extraordinària carrera interpretant aquells personatges per a Sternberg. Un alt nivell va marcar tota la seva carrera, l'èxit comercial de la pel·lícula i set nominacions a l'Oscar per les seves pel·lícules negres; en particular, anava cap al que més tard es va anomenar "pel·lícules de noies dolentes" (bad girl movies).
Tanmateix, en les pel·lícules convencionals, emocionalment tortuoses, s'esperava en el fons que transmetés missatges positius, tranquil·litzants, d'estil pulcre, amb càmeres invisibles i bon muntatge, amb il·luminació suau. Els que feien cinema negre tenien tot això al cap, creant drames sofisticats, freds, cínics, i amb un sentit de l'absurd, en escenes que sovint retrataven la vida urbana real, amb un estalvi pressupostari minimalista, amb sovint la il·luminació sorprenentment expressionista i pertorbadora, amb tècniques com angles de càmeres salvatgement desviats i enrevessats flashbacks. L'estil de noir gradualment influïa tot el cinema, fins i tot més enllà de Hollywood

## Llista de pel·lícules
A continuació, una llista de les pel·lícules de l'època clàssica del cinema negre:
| Any  | Pel·lícula                                                           | Director          |
| 1941 | El falcó maltès (The maltese falcon)                                 | John Huston       |
| 1941 | L'últim refugi (High Sierra)                                         | Raoul Walsh       |
| 1942 | This gun for hire                                                    | Frank Tuttle      |
| 1942 | The glass key                                                        | Stuart Heisler    |
| 1944 | Double Indemnity                                                     | Billy Wilder      |
| 1944 | Laura                                                                | Otto Preminger    |
| 1944 | La dona del quadre (The woman in the window)                         | Fritz Lang        |
| 1945 | Perversitat (Scarlet Street)                                         | Fritz Lang        |
| 1945 | Mildred Pierce                                                       | Michael Curtiz    |
| 1945 | Desviació (Detour)                                                   | Edgar G. Ulmer    |
| 1945 | Que el cel la jutgi (Leave her to heaven)                            | John M. Stahl     |
| 1946 | El son etern (The big sleep)                                         | Howard Hawks      |
| 1946 | El carter sempre truca dues vegades (The postman always rings twice) | Tay Garnett       |
| 1946 | Gilda                                                                | Charles Vidor     |
| 1946 | La dàlia blava (The blue Dahlia)                                     | George Marshall   |
| 1946 | The killers                                                          | Robert Siodmak    |
| 1946 | The dark corner)                                                     | Henry Hathaway    |
| 1946 | Undercurrent                                                         | Vincente Minnelli |
| 1947 | Lady in the lake                                                     | Robert Montgomery |
| 1947 | Kiss of death                                                        | Henry Hathaway    |
| 1947 | Retorn al passat (Out of the past)                                   | Jacques Tourneur  |
| 1947 | Dark passage                                                         | Delmer Daves      |
| 1947 | Nightmare alley                                                      | Edmund Goulding   |
| 1948 | Cayo Largo (Key Largo)                                               | John Huston       |
| 1948 | Force of evil                                                        | Abraham Polonsky  |
| 1948 | La dama de Xangai (The lady from Shanghai)                           | Orson Welles      |
| 1949 | Criss Cross                                                          | Robert Siodmak    |
| 1949 | Al roig viu (White heat)                                             | Raoul Walsh       |
| 1949 | Els amants de la nit (They live by night)                            | Nicholas Ray      |
| 1949 | The bribe                                                            | Robert Z. Leonard |
| 1949 | El tercer home (The third man)                                       | Carol Reed        |
| 1950 | Sunset Boulevard                                                     | Billy Wilder      |
| 1950 | La jungla d'asfalt (The asphalt jungle)                              | John Huston       |
| 1950 | House by the river                                                   | Fritz Lang        |
| 1950 | El dimoni de les armes (Gun crazy)                                   | Joseph H. Lewis   |
| 1950 | Night and the city                                                   | Jules Dassin      |
| 1950 | Where the sidewalk ends                                              | Otto Preminger    |
| 1951 | Estranys en un tren (Strangers on a train)                           | Alfred Hitchcock  |
| 1953 | Pickup on South Street                                               | Samuel Fuller     |
| 1953 | Niagara                                                              | Henry Hathaway    |
| 1953 | Cara d'àngel (Angel face)                                            | Otto Preminger    |
| 1953 | Els subornats (The big heat)                                         | Fritz Lang        |
| 1954 | La casa número 322 (Pushover)                                        | Richard Quine     |
| 1955 | Agent especial (The big combo)                                       | Joseph H. Lewis   |
| 1955 | Un petó mortal (Kiss me deadly)                                      | Robert Aldrich    |
| 1955 | La nit del caçador The night of the hunter                           | Charles Laughton  |
| 1955 | Slightly Scarlett                                                    | Allan Dwan        |
| 1955 | Atracament perfecte (The killing)                                    | Stanley Kubrick   |
| 1958 | Touch of evil                                                        | Orson Welles      |
| 1958 | Vertigen (D'entre els morts) (Vertigo)                               | Alfred Hitchcock  |
| 1958 | Party Girl                                                           | Nicholas Ray      |

Tot i que el guionista i director Paul Schrader va afirmar el 1972 que el cinema negre havia finalitzat amb Touch of Evil, hi ha pel·lícules més modernes (no sols als Estats Units) que poden ser classificades com a cinema negre:
- Le Samouraï (1967) de J. P. Melville
- Chinatown (1974) de Roman Polanski
- Taxi Driver (1976) de Martin Scorsese
- The Hot Spot  (1990) de Dennis Hopper
- Mulholland Falls (1996) de Lee Tamahori
- Memento (2000) de Christopher Nolan
- The Machinist (2004) de Brad Anderson
- Sin City (2005) de Robert Rodriguez, Frank Miller i Quentin Tarantino
- Brick (2005) de Rian Johnson

## A Catalunya
Als anys cinquanta, a Barcelona, es comença a gestar un cinema industrial policíac, entroncat amb la realitat, i filmat en exteriors. El repte és crear un cinema alternatiu a l'oferta encartonada de la resta de l'estat espanyol. Tot comença amb dues pel·lícules: Apartado de correos 1001 (1950), de Julio Salvador, i Brigada criminal (1950), d'Ignacio F. Iquino. Les dues estan rodades als carrers de Barcelona; pretenen donar una visió crítica de la realitat urbana utilitzant els racons més foscos de la ciutat com a escenari i plantegen un interessant debat sobre la influència d'altres estils cinematogràfics.
Una d'aquestes influències és el neorealisme i un tipus de cinema negre que es feia a l'estat espanyol, amb pel·lícules com Hombre acosado (1950), de Pedro Lazaga, i Surcos (1951), de José Antonio Nieves Conde. Aquesta nova tendència barcelonina també beu del cinema negre de Hollywood d'inspiració documental, a l'estil de La casa de la calle de Henry Hathaway o La ciudad desnuda de Jules Dassin. Una mirada una mica més crítica, però, podria veure-hi una simple adaptació de tots aquests influxos al típic estil de fer cinema a l'Espanya dels anys cinquanta. És a dir, un simulacre mimètic del classicisme hollywoodià amb una estètica molt més rígida i inflexible, més propera a la dramatúrgia teatral –encara que s'utilitzessin exteriors– que a una reflexió sobre les possibilitats del cinema com a mitjà narratiu.
Sigui com sigui, el cinema negre barceloní va continuar creixent durant la dècada dels cinquanta, sobretot la denominada factoria Iquino, d'on sorgeix Brigada criminal i que permetrà el debut de realitzadors com Javier Setó, amb Mercado prohibido (1952); Antonio Isasi, amb Relato policíaco (1954), o Julio Coll, amb Nunca es demasiado tarde (1955). Altres cineastes, com Miguel Iglesias, amb El cerco (1955), se sumaran a aquest gènere des de la productora Este Films. Els cineastes amb més pes intel·lectual intentaran utilitzar el cinema negre i les històries criminals per a explicar quina era la realitat de l'època. Josep Maria Forn ho fa amb Yo maté (1955) o Pena de muerte (1961) i José María Nunes filma No dispares contra mí (1961).
Nunes serà, de fet, un dels primers cineastes de l'escola de Barcelona que flirtejaran amb el gènere criminal. Més tard, directors com Vicente Aranda i Gonzalo Suárez l'utilitzaran de manera transversal. Si Las manos sucias (1956), de José Antonio de la Loma, o Distrito quinto (1957), de Julio Coll –per no detallar l'abundant producció de Juan Bosch–, són significatives, pel·lícules com Fata Morgana (1965), d'Aranda, o Ditirambo (1967), de Suárez, prefereixen desconstruir el gènere per tal de deixar en evidència l'excessiva dependència d'Iquino i la seva factoria dels seus referents industrials. Una tasca que reprendran, ja als anys setanta, pel·lícules tan singulars com La muerte del escorpión (1976), de Gonzalo Herralde, o Ensalada Baudelaire (1979), de Leopoldo Pomés.
Així, Los atracadores (1961), de Francesc Rovira-Beleta, i A tiro limpio (1963), de Francisco Pérez-Dolç, no marquen tant la dècada dels seixanta com aquestes incursions més inclinades a un altre tipus de mimetisme, el de la modernitat europea del moment. No obstant això, res atura una certa inèrcia destinada a construir definitivament el mite del cinema negre català.
Els setanta arriben sense grans canvis. El 1974, Luis José Comerón –col·laborador de Coll i Isasi– filma Larga noche de julio, amb el mateix codi expressiu que utilitzaven les pel·lícules de la dècada dels cinquanta. Tampoc aporta gaires innovacions José Antonio de la Loma. Aquest, que havia debutat amb Iquino, inicia un cicle de pel·lícules d'aspiració realista que s'allarga indefinidament en el temps i pretén testimoniar les noves formes de delinqüència. És un trajecte que comença al barri Xinès i acaba a la perifèria. Entre Perros callejeros (1976) i Tres días de libertad (1995), hi ha un reguitzell de subproductes que constitueixen una crònica de l'evolució del crim, en una Catalunya que se sent amenaçada per la immigració fins al punt de convertir-la en fantasma mític de les seves pors.
Per contra, l'aparició d'una pel·lícula com Bilbao (1978), de Bigas Luna –que no en va havia debutat amb una adaptació d'una novel·la de Manuel Vázquez Montalbán, Tatuatge (1978)– deixa clar que la foscor d'allò veritablement criminal és un tabú per a la cultura industrial catalana. Si Bilbao resulta una pel·lícula important en aquest cicle –amb un psicòpata de bona família i la seva obsessió per una prostituta dels baixos fons a la qual segresta– és perquè, de fet, és una metàfora de la societat del moment. Els diferents mimetismes que havien regit el gènere fins llavors, les relacions equívoques entre aquest i els seus antecedents forans, dels quals mai havia arribat a copsar el neguit existencial, eren una màscara que amagava un sentit de culpa per les ambigües relacions entre la burgesia catalana i el franquisme.
En aquest moment, el gènere mor com a presumpta visió realista. Reneix, però, com a abstracció d'aquest inconscient reprimit. En són exemples Les hores del dia (2003), de Jaime Rosales –un revers de Bilbao–, o De nens (2003), de Joaquim Jordà. El ressò del film de Jordà es pot entreveure en Yo (Rafa Cortés, 2007) o en Les dues vides d'Andrés Rabadán (Ventura Durall, 2008), les dues amb el mateix protagonista inquietant de Les hores del dia, l'actor Alex Brendemühl. És impecable la indagació documental sobre els conceptes del bé i del mal en una societat tan tancada com malaltissa que fa Durall en el film. Una tasca que realitzadors com Jordi Cadena, en Barcelona sud (1981), o Carles Balagué, en Adela (1987) i en L'amor és estrany (1988), ja havien endegat els anys vuitanta i noranta, encara que procurant readaptar-la als orígens del gènere. Balagué no ha abandonat el documental negre. Els exemples més recents són La casita blanca (2002) i Arropiero, el vagabund de la mort (2008).